# Osoda Rahmon

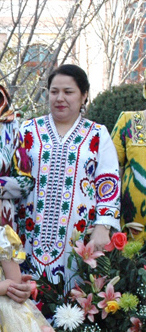
Osoda Rahmon (2011)

Osoda Emomalij Rahmon (tadschikisch Озода Эмомалӣ Раҳмон; * 3. Januar 1978 in der Tadschikischen SSR, Sowjetunion) ist eine Tochter des Präsidenten Tadschikistans Emomalij Rahmon und seit 2016 Leiterin seines Exekutivbüros. Sie ist Diplomatin im Botschafterrang und war stellvertretende Außenministerin des Landes.

## Berufsweg
Osoda Rahmon studierte von 1995 bis 2000 Rechtswissenschaft an der Tajik State National University und von 2004 bis 2006 Sprachwissenschaft an den Universitäten Georgetown und Maryland in den Vereinigten Staaten. Sie arbeitete anschließend bis 2007 als Attachée für Kultur und Bildung an der Botschaft der Republik Tadschikistan in den Vereinigten Staaten.
Rahmon leitete von 2007 bis 2009 die Konsularabteilung des Außenministeriums Tadschikistans. Seit 2009 gehörte sie zu den Stellvertreterinnen des Außenministers. Von 2014 bis Ende 2015 war Rahmon erste Stellvertreterin des Außenministers. In ihrem Amt hat sie Verfahren zur Registrierung und Erteilung von Visa und biometrischen Pässen und Ausweisen eingeführt. Rahmon erhielt den diplomatischen Rang eines außerordentlichen und bevollmächtigten Botschafters.
Durch Dekret des Präsidenten der Republik Tadschikistan vom 27. Januar 2016 wurde Osoda Rahmon zur Leiterin des Exekutivbüros des Präsidenten der Republik Tadschikistan ernannt.
Osoda Rahmon spricht neben Tadschikisch fließend Russisch und Englisch. Sie ist verheiratet und hat 5 Kinder.

## Familie
Rahmons Vater Emomalij ist seit 1994 Präsident der Republik und „Führer der Nation“ (Пешвои миллат, Peşvoi millat). Sie hat sechs Schwestern und zwei Brüder. Ihr ältester Bruder Rustam Emomalij (Rahmon) ist Bürgermeister der Hauptstadt Duschanbe und hat den Rang eines Generalmajors.